# Объединённая система ПВО СНГ
Объединённая система ПВО государств-участников СНГ (ОС ПВО СНГ) создана на основе соглашения десяти стран содружества, подписанного 10 февраля 1995 года в Алма-Ате.
В неё вошли Армения, Белоруссия, Казахстан, Киргизия, Россия, Таджикистан, Туркменистан, Узбекистан  Не являются участниками Азербайджан и Молдавия.
Срок действия соглашения не ограничен, оно открыто для присоединения других стран, разделяющих положения Концепции охраны воздушного пространства государств — участников СНГ и Плана взаимодействия сил и средств Объединённой системы ПВО.
В 1997 году Грузия и Туркменистан фактически свернули своё участие в ОС ПВО СНГ, а Украина и Узбекистан сотрудничают с Россией исключительно на двусторонней основе.
В 2006 году Россия и Беларусь планировали создать единую региональную систему ПВО союзного государства.

## Функции
Задачи ОС ПВО СНГ:
- охрана воздушных границ государств СНГ;
- совместный контроль за использованием воздушного пространства;
- оповещение о воздушно-космической обстановке;
- предупреждение о ракетном и воздушном нападении;
- согласованное его отражение.

Для этого осуществляется автоматизированный обмен информацией о воздушной обстановке между командными пунктами ВВС и ПВО России, Беларуси, Казахстана, Украины и Узбекистана. Обмен информацией с ПВО остальных стран-участниц происходит время от времени из-за отсутствия у них современных АСУ. Армения, Белоруссия, Казахстан, Киргизия, Россия и Узбекистан осуществляют совместное боевое дежурство сил ПВО.

## Руководство
Согласованием деятельности и разработкой стратегии развития системы занимается Координационный Комитет по вопросам ПВО при Совете министров обороны государств — участников СНГ. В него входят командующие ПВО (ВВС и ПВО, СВО) государств-участников.
Председатель Комитета по вопросам ПВО при Совете министров обороны государств-участников СНГ с 11 сентября 2023 — бывший Главнокомандующий ВКС РФ Сергей Суровикин.
Рабочим органом Координационного Комитета по вопросам ПВО является отдел (по вопросам объединенной системы ПВО государств-участников СНГ).

## Состав
В состав ОС ПВО СНГ по состоянию на 2005 год входит:
- 20 истребительных авиаполков (в том числе 11 российских, 2 белорусских и 1 казахстанский);
- 29 зенитных ракетных полков (11 российских);
- 22 радиотехнических подразделения (9 российских);
- 2 российских батальона радиоэлектронной борьбы.

На вооружении ПВО находятся зенитные ракетные комплексы (ЗРК) «Оса», «Бук», С-75, С-125, С-200 и С-300, истребительная авиация вооружена самолетами МиГ-23, МиГ-29, МиГ-31 и Су-27.
Испытания зенитного-ракетного вооружения войск ПВО стран СНГ и проведения войсковых учений с применением данного оружия проводятся на военном полигоне Ашулук в Астраханской области России.
По состоянию на сентябрь 2021 года ОС ПВО СНГ включает 19 авиационных, 38 зенитных ракетных и 15 воинских частей радиотехнических войск, а также 9 бригад ПВО и 3 части радиоэлектронной борьбы. 

## РЛС наблюдения за космическим пространством и СПРН
На территории России находятся Штаб и КП системы СПРН в Солнечногорске, два командных пункта для приема информации со спутниковой группировки системы (западный в Серпухове-15 и восточный в Комсомольске-на-Амуре).
В состав наземного эшелона системы предупреждения о ракетном нападении входит восемь отдельных радиотехнических узлов, пять из которых находятся за пределами территории России. Радиотехнический узел включает в себя одну или несколько РЛС. В России расположены РЛС Днепр/Даугава (Оленегорск-1), РЛС Днепр/Днестр-М (Мишелёвка), РЛС Дарьял (Печора).
На Украине находились две радиолокационные станции «Днепр» (в Мукачево и Севастополе), построенные ещё при Советском Союзе, но с 1992 года обслуживавшиеся украинским военным персоналом. Информация с этих РЛС, ведущих наблюдение за космическим пространством над Южной Европой и Средиземноморьем, поступала на центральный командный пункт СПРН, подчинённый космическим войскам РФ. В 2008 году Россия объявила о выходе из соглашения с Украиной по их использованию из-за повышения арендной платы и сомнений в достоверности получаемой информации. 26 февраля 2009 года поступление информации с них прекратилось.
РЛС «Дарьял» в Габале использовалась до 10 декабря 2012 года. Она арендовалась Россией у Азербайджана, хотя эта страна не входит в ОС ПВО СНГ. В 2013 году всё оборудование станции было демонтировано и вывезено в Россию.
В Казахстане на правах аренды действует РЛС «Днепр» (Балхаш). Радиотехнический центр «Сары-Шаган» несёт боевое дежурство в составе СПРН ВВКО РФ.
В Белоруссии в 2003 году на боевое дежурство заступила РЛС «Волга» (Ганцевичи). Работы по её достройке и вводу в эксплуатацию были активизированы после потери РЛС на узле в Скрунде (Латвия). «Волга» позволила восстановить единое радиолокационное поле на западном и северо-западном направлениях. Входит в состав СПРН ВВКО РФ. Срок безвозмездной аренды определён российско-белорусским соглашением от 6 января 1995 года и составляет 25 лет.
В Таджикистане действует оптико-электронный узел наблюдения за космическим пространством «Окно» (комплекс «Нурек»), принадлежащий Космическим войскам России.